# Гвандара
Гвандара (англ. gwandara, kwandara) — язык западночадской ветви чадской семьи, распространённый в центральной Нигерии: в восточной части штата Нигер — район Суледжа; в юго-восточной части штата Кадуна — район Качия (англ. Kachia); в северо-западной части штата Насарава — районы Кеффи (англ. Keffi), Лафия (англ. Lafia), Насарава (англ. Nasarawa) и Акванга (англ. Akwanga), а также на севере Федеральной столичной территории.

## Ареал и численность
Ареал языка гвандара на севере граничит с ареалами языков бенуэ-конголезской семьи: гбагьи, относящегося к нупоидной ветви западной подсемьи — на северо-западе; аше, ньянкпа и мада, относящихся к центральнонигерийской ветви восточной семьи — на северо-востоке. С юго-востока к ареалу языка гвандара примыкает область многоязычного смешанного населения и область расселения носителей языка гбагьи. На юго-западе ареал языка гвандара соседствует с территорией распространения языка нупоидной ветви гаде и разноязычной смешанной областью, на востоке — с ареалом языка нупоидной ветви гбари. Кроме того к юго-востоку от основного ареала гвандара размещён небольшой островной ареал в окружении ареала разноязычной смешанной области, и к северо-востоку от основного ареала размещены два островных ареала в окружении областей распространения центральнонигерийских языков канингком-ниндем, кануфи, бером, мада, нунгу, санга, джу, близкородственного западночадского языка хауса и ареала разноязычной смешанной области.
Численность говорящих на языке гвандара по данным на 2000 год составляла около 27 300 человек. Численность этнической группы гвандара по информации, представленной на сайте Joshua Project, составляет 39 000 человек. Большинство носителей языка гвандара придерживается традиционных верований, небольшая часть исповедует ислам. Часть гвандара также говорит на языке хауса.

## Классификация
Язык гвандара относится к группе языков хауса в классификации афразийских языков британского лингвиста Роджера Бленча, в классификации, опубликованной в работе С. А. Бурлак и С. А. Старостина «Сравнительно-историческое языкознание», в классификации чешского лингвиста Вацлава Блажека (Václav Blažek), а также в классификации чадских языков в статье В. Я. Порхомовского «Чадские языки», опубликованной в лингвистическом энциклопедическом словаре.
Наиболее близок языку хауса. В классификации, представленной в справочнике языков мира Ethnologue, язык гвандара включён в число языков подгруппы А1 группы А западночадской ветви.

## Диалекты
К диалектам языка гвандара относятся:
- западный гвандара (тони);
- гвандара гитата;
- гвандара караши (карши)[12];
- цанцара;
- гвандара коро[13];
- южный гвандара (кьян кьяр);
- нимба (нимбиа).